# Dener Augusto de Sousa
Ne doit pas être confondu avec Dener (footballeur né en 1991).
Dener Augusto de Sousa, plus connu sous le nom de Dener (né le 2 avril 1971 à São Paulo et mort d'un accident de voiture le 18 avril 1994 à Rio de Janeiro) est un footballeur international brésilien, qui évoluait au poste d'attaquant.
Excellent dribbleur, il était considéré comme l'un des plus grands talents du championnat brésilien de son époque, à tel point qu'il était de temps en temps comparé à Pelé.

## Biographie

### Enfance
Dener grandit à Vila Ede, quartier pauvre du nord de sa ville natale de São Paulo, en tant que supporter du São Paulo FC.
Ayant perdu son père à l'âge de huit ans, Dener et ses frères commencent à travailler très jeunes pour aider à subvenir aux besoins de la famille. Il étudie alors le matin, travaille la nuit et joue au football en salle contre de l'argent à Vila Mariana, au Colégio Bilac, avec lequel il finit champion du tournoi intercollégial.

### Carrière en club
Dener fait ses premiers pas dans le football en 1988 avec l'équipe de jeunes de son club de cœur du São Paulo FC. Au bout de deux mois, il change d'équipe pour partir évoluer avec les jeunes de la Portuguesa. En 1991, il y remporte la Coupe junior de São Paulo, dont il est élu meilleur joueur de la compétition.
En 1989, Dener fait ses grands débuts en professionnel avec l'équipe première de la Portuguesa. Il y joue jusqu'en 1993 (il y dispute au total 47 matchs de Série A pour 7 buts inscrits).
En 1993, le grand club de sa ville natale des Corinthians ne parvient pas à le faire signer chez eux, et Dener part donc en prêt chez les sudistes du Grêmio de Porto Alegre, avec qui il remporte son premier titre officiel, le championnat du Rio Grande do Sul (il joue durant cette même année 4 matchs de Coupe du Brésil).
L'année suivante, il est prêté au club carioca du Vasco da Gama, avec qui il joue deux matchs de Coupe du Brésil et inscrit un but. Il remporte également le championnat de Rio de Janeiro à titre posthume.
Il était sur le point de faire ses débuts avec le football européen et de signer pour les allemands du VfB Stuttgart avant sa mort tragique.

### Carrière en sélection
Sous la direction de Paulo Roberto Falcão, Dener dispose au total de deux sélections avec l'équipe du Brésil.
Le 27 mars 1991, il fait ses débuts avec la Seleção contre l'Argentine. Deux mois plus tard, le 28 mai, il joue son deuxième et dernier match contre la Bulgarie.

### Décès
Le 18 avril 1994 vers 5h15 du matin, Dener et son ami Oto Gomes de Miranda reviennent d'un trajet nocturne de 400km sans arrêt depuis São Paulo à bord de la Mitsubishi Eclipse du joueur (le trajet étant effectué par l'ami de Dener tandis que ce dernier dormait sur le côté passager). Fatigués du trajet et arrivés à Rio de Janeiro, après une sortie de route la voiture entre en collision avec un arbre à seulement quelques kilomètres de chez eux sur l'avenue Borges de Medeiros dans le quartier de Lagoa Rodrigo de Freitas. Dener décède sur le coup (étranglé par la ceinture de sécurité). Oto Gomes de Miranda perd quant à lui ses deux jambes durant l'accident.
Il laisse une femme veuve et trois enfants.

## Palmarès
| Grêmio - Championnat du Rio Grande do Sul (1) : - Champion : 1993. |  | Portuguesa de Desportos - Championnat de Rio de Janeiro (1) : - Champion : 1994. |